# Ovar (Portugal)
Vorlage:Infobox Município/Wartung/Verwaltungadresse ist leer
Vorlage:Infobox Município/Wartung/Kreisrat ist leer
Vorlage:Infobox Município/Wartung/Webseite ist leer
Ovar ist eine Gemeinde und Stadt in Portugal mit 17.824 Einwohnern (Stand 30. Juni 2011), die auch außerhalb des Landes durch ihre mit Azulejos geschmückten Kirchen- und Hausfassaden bekannt ist.

## Geschichte
Die ersten Aufzeichnungen über eine hier entstehende Siedlung stammen aus dem 11. Jahrhundert. Im Jahr 1251 wurde Ovar ein eigenständiger Kreis (Concelho) und erhielt 1514 Stadtrechte (Foral) durch König Manuel I.
Im Jahr 1984 wurde die vorherige Kleinstadt (Vila) zur Stadt (Cidade) erhoben.

## Kultur und Sehenswürdigkeiten
Verschiedene Brücken, historische öffentliche Gebäude und eine Vielzahl, häufig mit farbigen Kacheln (Azulejos) geschmückte Sakralbauten stehen unter Denkmalschutz. Auch der historische Ortskern von Ovar und die Anlage des Campingplatzes in Furadouro sind denkmalgeschützt.
Bekannt ist Ovar für seinen seit 1952 ausgerichteten Straßenkarneval, und auch für seine Strände, insbesondere in Furadouro. Die im Jahr 1997 eröffnete Bibliothek (Biblioteca Municipal) und das 2009 eingeweihte Kulturzentrum Centro de Arte de Ovar mit Auditorium, Veranstaltungs- und Seminarräumen, sind zeitgenössische Kulturstätten im Ort. Das Stadtmuseum zeigt das historische Leben und Arbeiten der einfachen Menschen von Ovar anhand von Trachten, Werkzeug und Puppen.
Südlich der Stadt liegt das Naturschutzgebiet der Ria de Aveiro.
Einige Kilometer nördlich befindet sich ein kleiner Militärflugplatz der NATO bzw. der Força Aérea Portuguesa. Am Rand dieses Aeródromo Militar de Ovar befindet sich eine Außenstelle des portugiesischen Militärluftfahrtmuseums, dessen Hauptstandort sich in Sintra befindet.

## Verwaltung

### Kreis
Ovar ist Sitz eines gleichnamigen Kreises. Die Nachbarkreise sind (im Uhrzeigersinn im Norden beginnend): Espinho, Santa Maria da Feira, Oliveira de Azeméis, Estarreja, Murtosa sowie der Atlantische Ozean.
Mit der Gebietsreform im September 2013 wurden die Gemeinden (Freguesias) Ovar, São João, Arada und São Vicente de Pereira Jusã zur neuen Gemeinde União das Freguesias de Ovar, São João, Arada e São Vicente de Pereira Jusã zusammengefasst. Der Kreis besteht seither aus den folgenden fünf Gemeinden:

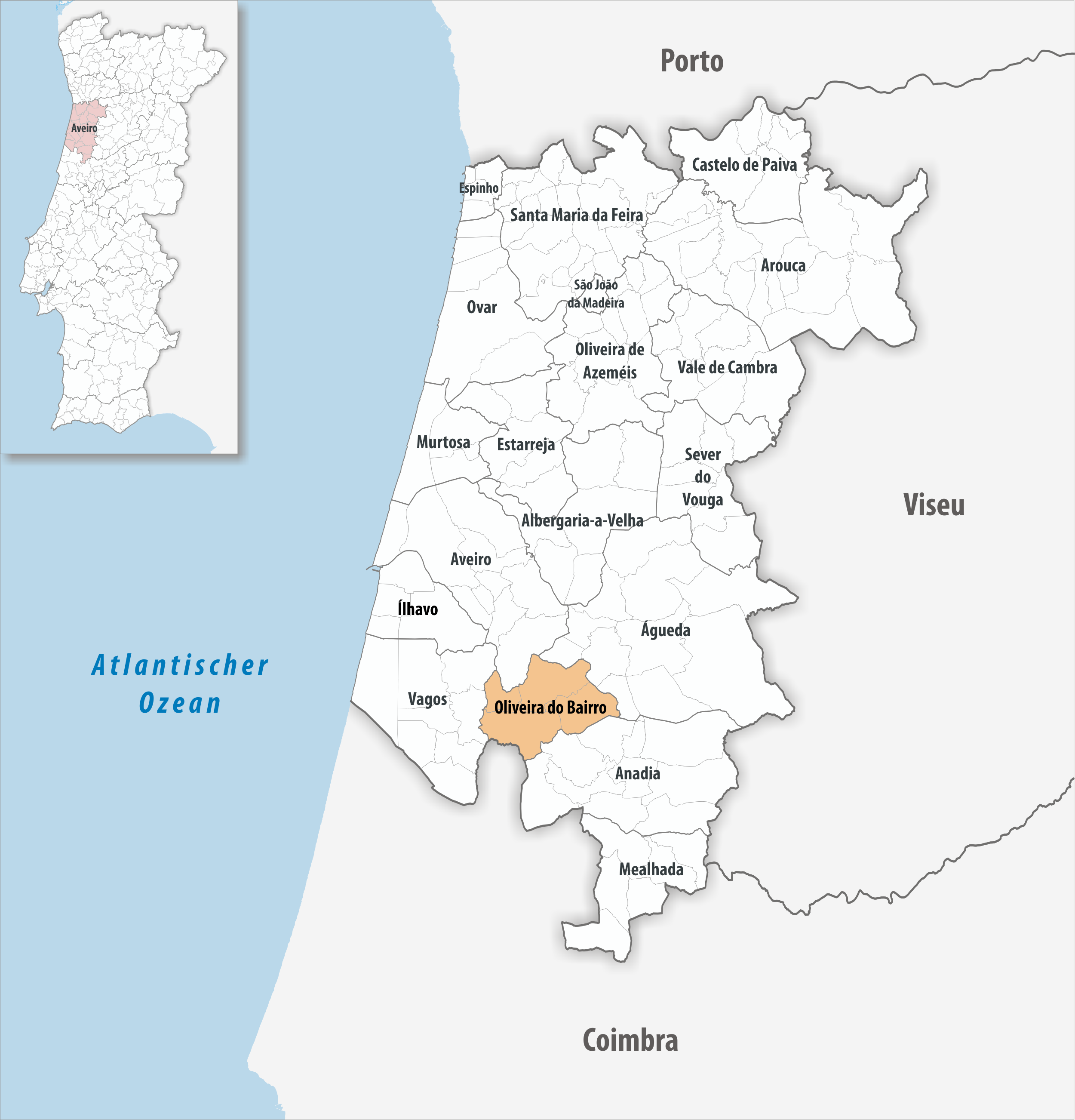
Kreis Oliveira do Bairro

| Gemeinde                                            | Einwohner (2021) | Fläche km² | Dichte Einw./km² | LAU- Code |
| --------------------------------------------------- | ---------------- | ---------- | ---------------- | --------- |
| Cortegaça                                           | 3.746            | 9,23       | 406              | 011502    |
| Esmoriz                                             | 11.922           | 9,17       | 1.300            | 011503    |
| Maceda                                              | 3.380            | 16,08      | 210              | 011504    |
| Ovar, São João, Arada e São Vicente de Pereira Jusã | 29.431           | 86,40      | 341              | 011509    |
| Válega                                              | 6.474            | 26,83      | 241              | 011507    |
| Kreis Ovar (Portugal)                               | 54.953           | 147,71     | 372              | 0115      |

### Bevölkerungsentwicklung
| Einwohnerzahl im Kreis Ovar (1801–2011) | Einwohnerzahl im Kreis Ovar (1801–2011) | Einwohnerzahl im Kreis Ovar (1801–2011) | Einwohnerzahl im Kreis Ovar (1801–2011) | Einwohnerzahl im Kreis Ovar (1801–2011) | Einwohnerzahl im Kreis Ovar (1801–2011) | Einwohnerzahl im Kreis Ovar (1801–2011) | Einwohnerzahl im Kreis Ovar (1801–2011) | Einwohnerzahl im Kreis Ovar (1801–2011) |
| --------------------------------------- | --------------------------------------- | --------------------------------------- | --------------------------------------- | --------------------------------------- | --------------------------------------- | --------------------------------------- | --------------------------------------- | --------------------------------------- |
| 1801                                    | 1849                                    | 1900                                    | 1930                                    | 1960                                    | 1981                                    | 1991                                    | 2001                                    | 2011                                    |
| 10.822                                  | 10.075                                  | 25.605                                  | 29.970                                  | 35.320                                  | 45.378                                  | 49.659                                  | 55.198                                  | 55.377                                  |

### Städtepartnerschaften
- Vereinigte Staaten: Elisabeth (seit 1991)
- Portugal: Peso da Régua (seit 1991)
- Frankreich: Pithiviers (seit 1993)
- Brasilien: João Pessoa (seit 1996)
- Spanien: Moraleja, Provinz Cáceres (seit 1996)
- Kap Verde: São Nicolau (seit 1998)
- Bulgarien: Pernik (seit 1998)[11]

## Sport
Die Straßenwettbewerbe der Inline-Speedskating-Europameisterschaften 2007 fanden in Ovar statt.
Der Ort beheimatet den Sportverein Associação Desportiva Ovarense mit einer Fußball- und Basketballabteilung. Die Basketballabteilung errang eine Reihe internationaler und nationaler Titel.
Im Kreis ist zudem der Esmoriz Ginásio Clube zu nennen, dessen Volleyballabteilung einige nationale Titel errang.
Zu den bekannteren Fußballvereinen im Kreis zählt außerdem der SC Esmoriz, der zwischenzeitlich in der dritten Liga spielte.

## Verkehr
Der Bahnhof Ovar liegt an der Linha do Norte.

## Söhne und Töchter der Stadt
- Santa Camarão (1902–1968), Boxer

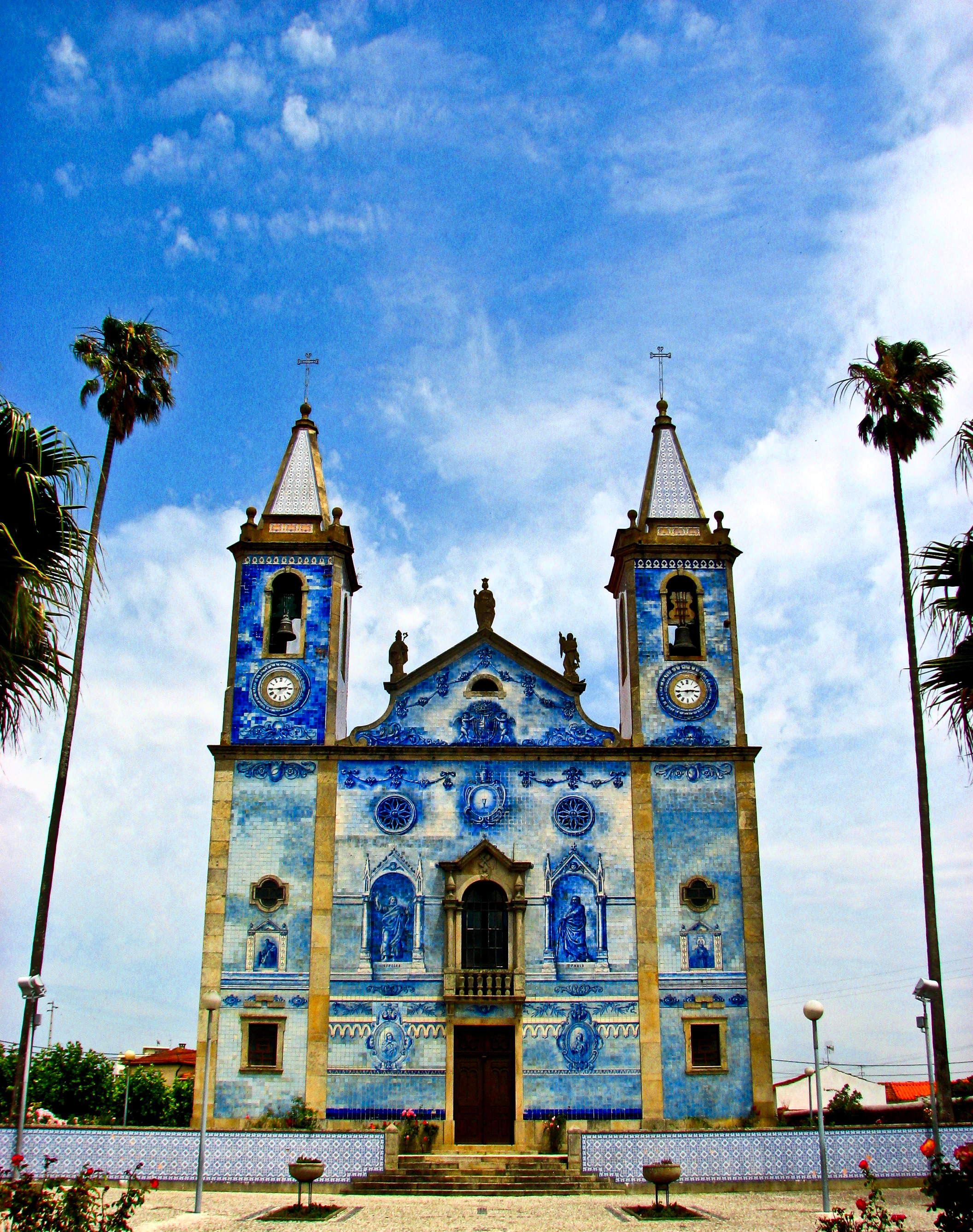
Igreja de Santa Marinha "Azul"

- Maria Albertina (1909–1985), Fadosängerin
- Januário Godinho (1910–1990), Architekt
- Correia Dias (* 1919), Fußballspieler
- Arlindo Fagundes (* 1945), Comiczeichner, Keramikkünstler, Illustrator und Filmregisseur
- Armando França (* 1949), Politiker
- Isabel de Sá (* 1951), Schriftstellerin und Malerin
- Luís Filipe Menezes (* 1953), Arzt und Politiker
- Belmiro Silva (* 1954), Radrennfahrer
- Mário Leite (* 1963), Basketballtrainer, ehemaliger Profi-Basketballspieler
- José Semedo (* 1965), Fußballnationalspieler
- Carlos Pinho (* 1970), Radrennfahrer
- Helder Reis (* 1975), Fernsehmoderator
- Sérgio Praia (* 1977), Schauspieler
- Clarisse Cruz (* 1978), Hindernisläuferin
- Iva Lamarão (* 1983), Model und Fernsehmoderatorin
- Diana Niepce (* 1985), Tänzerin, Choreografin und Autorin
- Andreia Norton (* 1996), Fußballspielerin

Die Ska-Punk-Band Redsocks und die Alternative-Rock-Band Small Town Syndrome kommen aus Ovar.